# Trachylepis dumasi
Trachylepis dumasi este o specie de șopârle din genul Trachylepis, familia Scincidae, descrisă de Ronald Archie Nussbaum și Raxworthy 1995. A fost clasificată de IUCN ca specie vulnerabilă.
Este endemică în Madagascar. Conform Catalogue of Life specia Trachylepis dumasi nu are subspecii cunoscute.

## Galerie

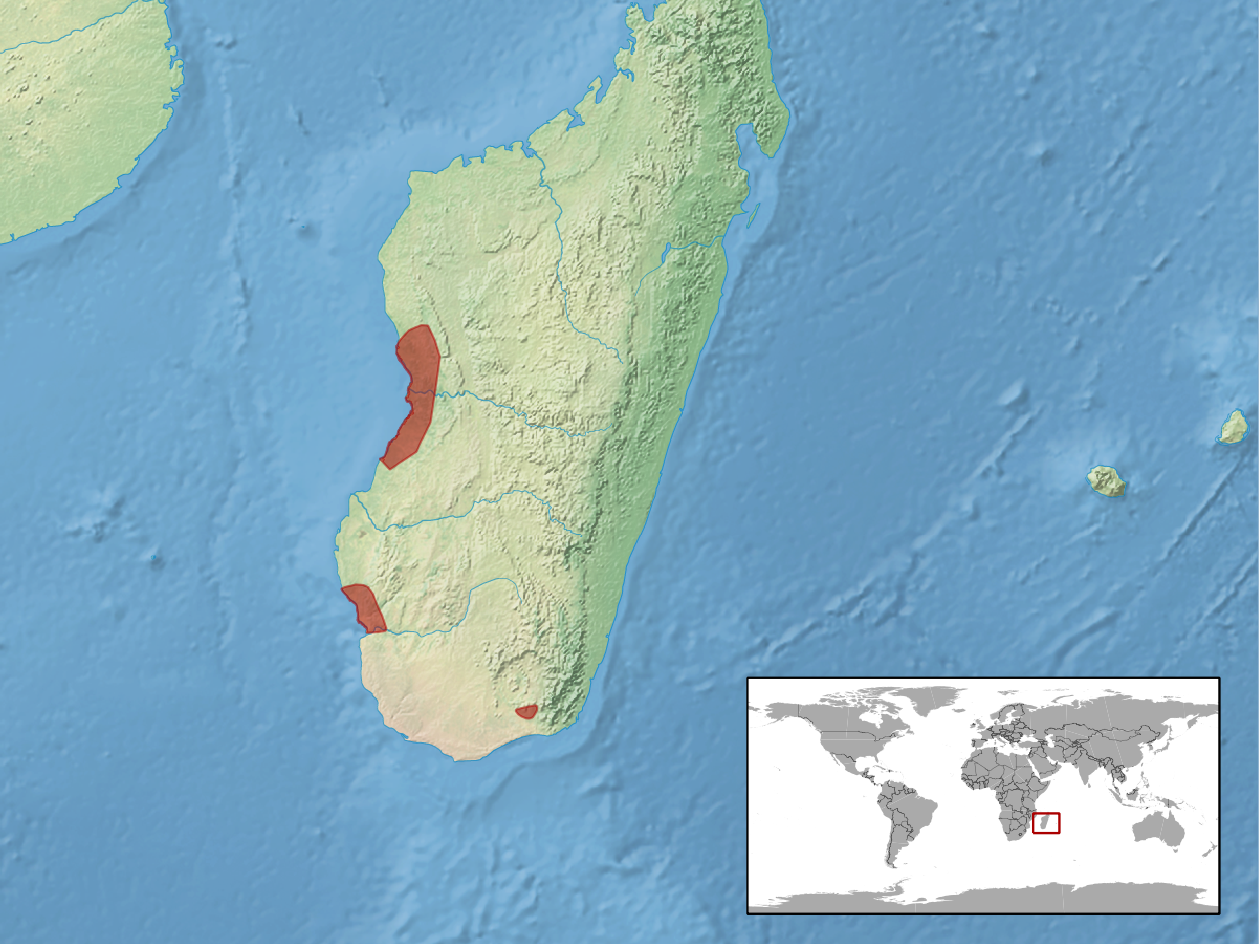